# Stichophthalma godfreyi
Stichophthalma godfreyi is een dagvlinder uit de familie van de Nymphalidae, onderfamilie Satyrinae. De soort komt verspreid over verschillende gebiedjes voor in Zuidoost-Azië. Afhankelijk van de ondersoort varieert de spanwijdte van 9 tot 18 centimeter.